# Ледоховский, Антоний Бартоломей
Антоний Бартоломей Ледоховский (23 августа 1755, Крупа — 11 ноября 1835, Варшава) — государственный деятель Речи Посполитой, придворный дворянин Станислава Августа Понятовского, сторонник реформирования Речи Посполитой. Кавалер орденов Белого Орла, Святого Станислава и Леопольда 1 степени.

## Биография
Представитель польского шляхетского рода Ледоховских герба «Шалава». Второй сын воеводы черниговского Франтишека Антония Ледоховского (1728—1783) и Людвики Денгоф.
Владелец имений на Волыни, Сандомирщине и Мазовии. В 1790 году был избран послом на Четырехлетний сейм от Черниговского воеводства. Был анонимным автором публикаций по реформированию республики. В 1794 году во время польского восстания под руководством Тадеуша Костюшко Аннтоний Ледоховский продал поместья на Волыни и Мазовии и поселился в своих сандомирских имениях (Оссолин).
8 января 1809 года Антоний Бартоломей Ледоховский был в первой группе, награждённой австрийским императором Францем II, Орденом Леопольда. В 1816 году взорвал замок в Оссолине, якобы в поисках сокровищ. В 1819 году после смерти жены передал сыновьям Юзефу и Игнацы имения Климонтув и Оссолин, а сам решил принять духовный сан. Скончался в варшавском костеле св. Креста. Был похоронен в приходской церкви в Климонтуве.

## Семья
Был женат на Юлианне Островской (1766 — 3 августа 1802), от брака с которой имел четырех сыновей и двух дочерей: Дети:
- Юзеф Захариуш Ледоховский (10 марта 1786 — 24 ноября 1859), камергер российского императорского двора
- Игнацы Гиларий Ледоховский (13 января 1789 — 29 марта 1870), польский бригадный генерал
- Тадеуш Ледоховский (28 октября 1790 — 22 февраля 1856), генерал-майор с 1835 года
- Тимофей Ледоховский (27 января 1797 — 17 июля 1846), майор, подкоморий, полковник имперских гусар
- Аполлония Ледоховская (9 февраля 1787 — 28 февраля 1873), 1-я муж — граф Станислав Витольд Витольд-Александрович (1781—1826), 2-й муж с 1831 года Юзеф Валентин Ледуховский (1788—1866)
- Изабелла Розалия Ледоховская (31 августа 1792 — 11 октября 1866), муж — Виктор Лукаш Рембелинский (1783—1847).